# 棋鱼龙属
棋鱼龙属（学名：Pessosaurus）是鱼龙目已灭绝的一个属，生存于中三叠世。
共有两个物种：
- 极地棋鱼龙 Pessosaurus polaris Hulke, 1873
- 苏维汇棋鱼龙 Pessosaurus suevicus Huene, 1916